# Rafinerija nafte Sisak
Sisačka rafinerija nafte je rafinerija nafte u Sisku. Njezin osnivač je bila židovska obitelj Mayer-Marić 1926. godine.

## Povijest
Rafinerija nafte Sisak razvila se iz Shellova skladišnog prostora izgrađenog 1923. godine na ušću Kupe u Savu. Na istoj lokaciji Shell 1927. gradi kotlovsku destilaciju s dnevnim preradbenim kapacitetom od 170. tona. Sirovina i derivati transportirani su teglenicama Savom i željezničkim cisternama. Domaća se nafta počinje prerađivati 1940. Rafinerija tada godišnje prerađuje 96 000 tona nafte i proizvodi 200 vrsta derivata.
Kako je židovska obitelj Mayer-Marić bila osnivač "Tvornice svijeća i kemijskih proizvoda Iskra" iz koje je nastala tvrtka "INA Maziva Zagreb" uložili su novac na sisačkom području "Caprag" gdje su podignuli rafinerijska postrojenja kupnjom zemljišta. Dogovorena je gradnja devet novih rezervoara željezničke konstrukcije uz pet postojećih, kapaciteta od 250. − 4 500 m2, koji su radi eventualnog curenja sedrine bili okruženi zemljanim nasipom, glavne zgrade za destilaciju petroleja, zgrade za destilaciju ulja, dva vodospremna tornja te centralne pumpaone sa 16 parnih sisaljki.
U godinu dana sagradili su novu rafineriju nafte koja je započela s radom 1927., uz kašnjenje jer je otkriveno da nije dovoljno ispitan sigurnosni dio. Kapacitetom od gotovo 60 tisuća tona nafte godišnje bila je to druga rafinerija po veličini u Jugoslaviji, odmah nakon one u Bosanskom Brodu.
Prateća instalacija rafinerije Sisak za prihvat i skladištenje naftnih derivata u Solinu, koja je također bila u vlasništvu obitelji Mayer.